# Салямі делла дуйя

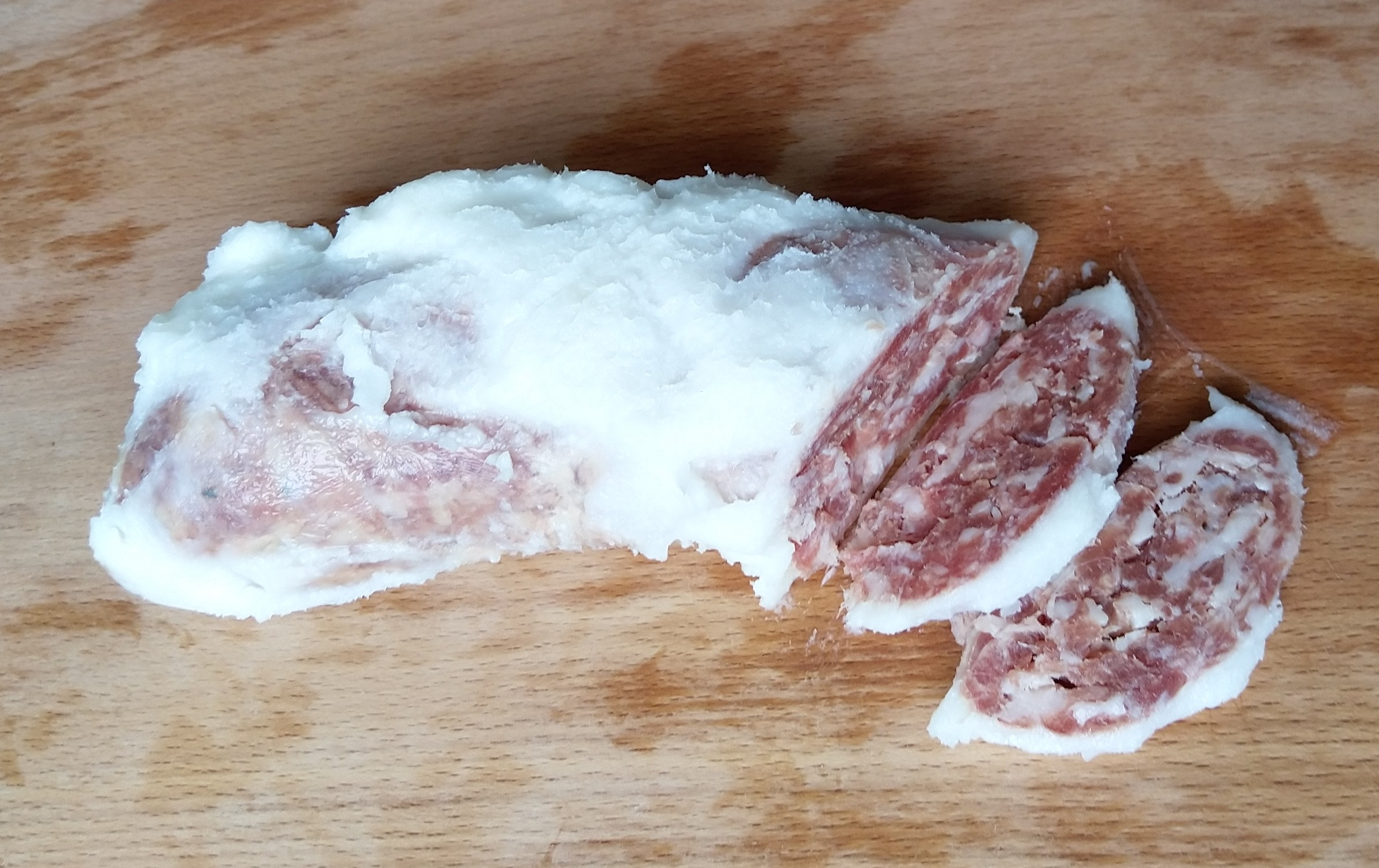
Салямі делла дуйя

Салямі делла дуйя або Салямі делла дойя (італ. Salame d'la duja, Salame d'la doja) — різновид італійської ковбаси салямі, виробляється у регіоні П'ємонт, в основному в провінціях Новара і Верчеллі. Слово «дуйя» на місцевому діалекті означає «ваза, горщик, глек».

## Історія
Незвичайний метод консервування салямі делла дуйя розвинувся на дуже вологих рівнинах східного П'ємонту, де сушіння м'яса було неможливо через підвищену вологість повітря та кліматичні умови, які сприяли зростанню цвілі.

## Виробництво
Ковбасу виготовляють з таких частин свинини як лопатка, стегно, ніжка та шийка. Вони використовуються для пісної частини салямі, а для жирної — жир з панчети. Всі інгредієнти  подрібнюють до розміру середнього зерна. Для пікантності додається червоне вино з місцевого сорту барбера, разом із сумішшю солі, перцю та часнику. Як оболонка використовується кишка з яловичини. Особливість цієї салямі в тому, що її заливають свинячим жиром та раніше зберігали у ємностях, які називаються дуйя (глечик з теракоти). Сьогодні ці маленькі ковбаски зберігаються в скляних баночках, наповнених жиром. Такий спосіб зберігання робить цю салямі надзвичайно м'якою. Дозрівання салямі делла дуйя триває три-чотири тижні залежно від кліматичних умов.

## Характеристики
Довжина ковбаски салямі делла дуйя 15-20 см, діаметр 4-5 см, вага близько 200 г. Дозрівання ковбаси відбувається під свинячим салом, це надає їй, окрім м'якості, інші своєрідні органолептичні характеристики, включаючи особливий пряний смак.

## Вживання
Використовується як закуска. Також використовується для приготування типової страви провінції Верчеллі під назвою паніша.